# Achuri

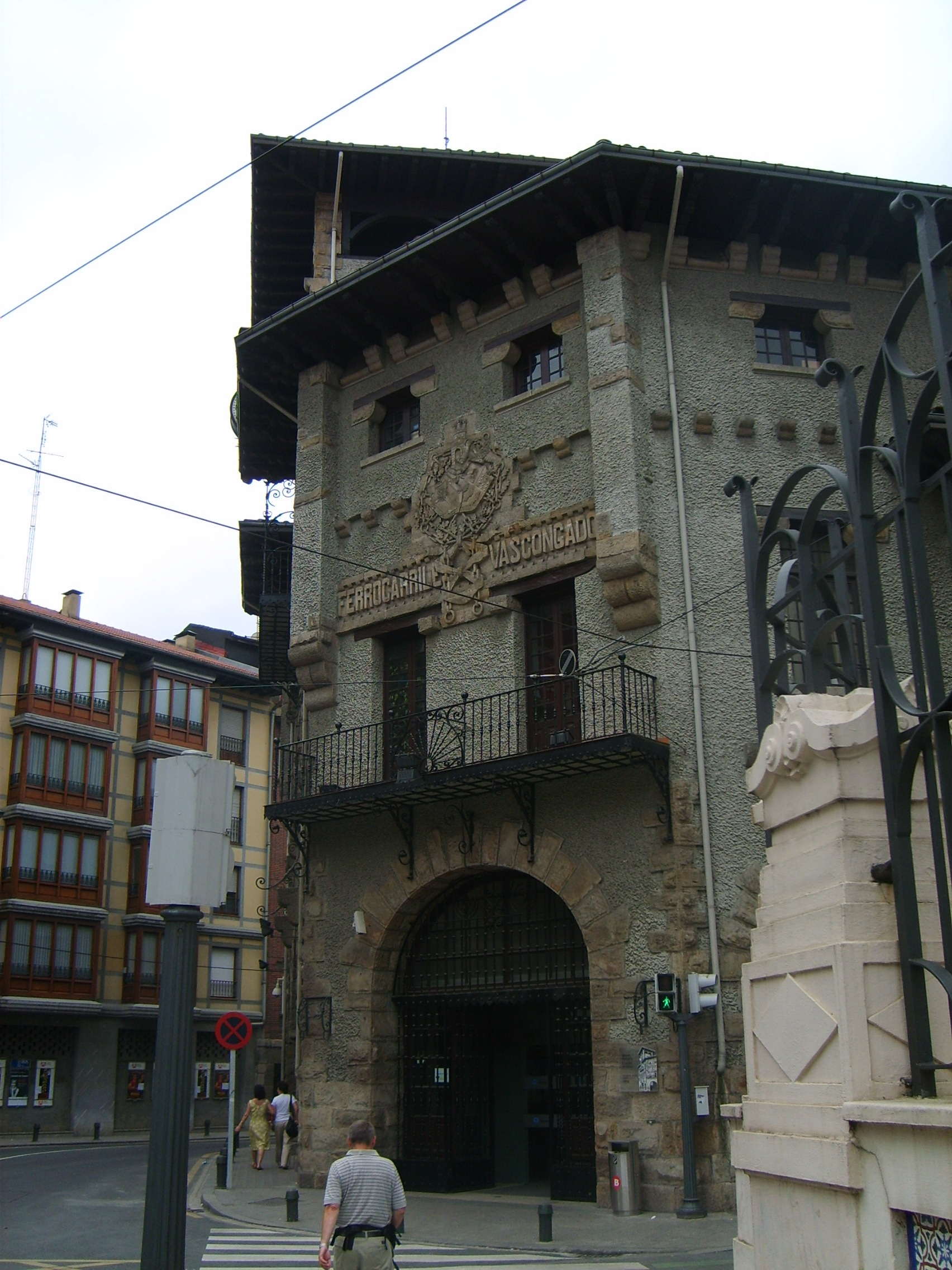
Estación de Atxuri.

Achuri (en euskera y oficialmente Atxuri) es un barrio de Bilbao situado en el distrito 5 (Ibaiondo). Tiene 5508 habitantes y una superficie de 17,79 hectáreas. 
Es uno de los barrios más antiguos de Bilbao. Originalmente, era el suburbio sur de la antigua ciudad medieval (actual Casco Viejo). Actualmente, el barrio se encuentra situado entre la Ría de Bilbao, el Casco Viejo y Santuchu.
El origen del nombre es la unión de las palabras vascas Atx (forma dialectal de Haitz) y zuri, que significa roca blanca. 
A finales del siglo XVIII se construyó en Achuri el nuevo hospital de Bilbao, que estuvo en funcionamiento hasta que en 1908 se construyó el Hospital de Basurto. En 1914 el edificio fue reutilizado como primera sede del Museo de Bellas Artes de Bilbao, el cual se reubicaría en su actual sede en 1945, y en la actualidad el antiguo hospital alberga el instituto Emilio Campuzano.
En Achuri se encuentra la iglesia de San Antón así como la Estación de Atxuri de Euskotren, diseñada por Manuel María Smith.

## Transportes
- Bilbobus: Líneas por Achuri:

| Línea | Recorrido                    | Frecuencia (minutos)                    |
| ----- | ---------------------------- | --------------------------------------- |
| 11    | Deusto - Achuri              | 30                                      |
| 22    | Sarrikue - Achuri            | 15 (cada 12 min de 12:30 a 15:00 horas) |
| 40    | Santuchu - Plaza Biribilla   | 12                                      |
| 50    | Buia - Plaza Biribilla       | 60                                      |
| 56    | La Peña - Corazón de Jesús   | 10                                      |
| 58    | Mintegitxueta - Achuri       | 15                                      |
| 75    | San Adrián - Achuri          | 15                                      |
| 77    | Peñascal - Larreagaburu      | 12                                      |
| 85    | Zazpi Landa - Achuri         | 20                                      |
| A2    | Solokoetxe - Plaza Biribilla | 30                                      |